# 特定複合観光施設区域整備法
特定複合観光施設区域整備法（とくていふくごうかんこうしせつくいきせいびほう、平成30年7月27日法律第80号）は、特定複合観光施設区域の整備の推進に関する法律5条の規定に基づく法制上の措置として健全なカジノ事業の収益を活用し計画の認定の制度、カジノ事業の免許その他のカジノ事滞在型観光を実現するため、都道府県等による区域整備計画の作成および国土交通大臣による当該区域整備計て特定複合観光施設区域の一体的な整備を推進することにより、我が国において国際競争力の高い魅力ある業者の業務に関する規制措置等に関する日本の法律である。通称および略称は、IR整備法、統合型リゾート実施法、カジノ実施法、IR実施法、統合型リゾート施設実施法、IR法。
法令番号は平成30年法律第80号、2018年（平成30年）7月27日に公布された。

## 所管官庁
- 特定複合観光施設区域整備推進本部 - 首相官邸直属、内閣官房配下
- 観光庁国際観光部IR推進担当参事官職[2]

内閣府ギャンブル等依存症対策推進本部、厚生労働省社会・援護局精神・障害保健課など他省庁と連携して執行にあたる。

## 概要
特定複合観光施設区域の整備の推進に関する法律の実施法にあたる。
政府は、2018年（平成30年）4月27日、第196回国会に特定複合観光施設区域整備法案を提出した。6月19日の衆議院本会議にて賛成多数で可決。7月20日の参議院本会議で自民党・公明党の与党、日本維新の会などの賛成多数で可決、成立した。

## 法律の内容
- 特定複合観光施設区域の整備の推進に関する法律第5条の規定に基づく法制上の措置として、適切な国の監視及び管理の下で運営される健全なカジノ事業の収益を活用して地域の創意工夫及び民間の活力を生かした特定複合観光施設区域の整備を推進することにより、我が国において国際競争力の高い魅力ある滞在型観光を実現するため、特定複合観光施設区域に関し、国土交通大臣による基本方針の作成、都道府県等による区域整備計画の作成、国土交通大臣による当該区域整備計画の認定等の制度を定めるほか、カジノ事業の免許その他のカジノ事業者の業務に関する規制措置、カジノ施設への入場等の制限及び入場料等に関する事項、カジノ事業者が納付すべき国庫納付金等に関する事項、カジノ事業等を監督するカジノ管理委員会の設置、その任務及び所掌事務等に関する事項その他必要な事項を定め、もって観光及び地域経済の振興に寄与するとともに、財政の改善に資することを目的とする（1条）。
- 特定複合観光施設（ＩＲ）区域制度（第2章）
  - 「特定複合観光施設」は、カジノ施設と①国際会議場施設、②展⽰施設等、③我が国の伝統、⽂化、芸術等を⽣かした公演等による観光の魅⼒増進施設、④送客機能施設、⑤宿泊施設から構成される⼀群の施設（⑥その他観光客の来訪・滞在の促進に寄与する施設を含む）であって、⺠間事業者により⼀体として設置・運営されるものとする
  - 国⼟交通⼤⾂による基本⽅針の作成、都道府県⼜は政令市（都道府県等）による⺠間事業者との区域整備計画の共同作成・認定申請、国⼟交通⼤⾂による区域整備計画の認定やIR事業者の監督等所要の制度を規定
  - 認定申請に当たり、都道府県はその議会の議決及び⽴地市町村の同意、政令市はその議会の議決を要件化
  - 認定申請に関する⽴地市町村の同意に当たっては、条例により⽴地市町村の議会の議決事項とすることも可能
  - 認定区域整備計画の数の上限は３とする
  - IR事業者に対し、カジノ収益の活⽤に当たって、国⼟交通⼤⾂による毎年度の評価結果に基づき、IR事業の事業内容の向上、認定都道府県等が実施する施策への協⼒に充てるよう努めることを義務付け
- カジノ規制(第3章～第7章）
  - IR事業者は、カジノ管理委員会の免許（有効期間３年・更新可）を受けたときは、カジノ事業を⾏うことができる。

この場合、免許に係るカジノ⾏為区画で⾏う、免許に係る種類及び⽅法のカジノ⾏為については、刑法第185条（賭博）及び第186条（常習賭博及び賭博場開張等図利）は適⽤しない
- - その他のカジノ事業関係者（主要株主等、カジノ施設供⽤事業者、施設⼟地権利者、カジノ関連機器メーカー等）についても、免許・許可・認可制とする
  - カジノ施設を１に限定するほか、カジノ⾏為区画のうち⾯積制限の対象部分及び上限値を政令等で規定
  - カジノ事業者に、業務⽅法書、カジノ施設利⽤約款、依存防⽌規程（本⼈・家族申告による利⽤制限を含む）及び犯罪収益移転防⽌規程の作成を義務付け、免許申請時にカジノ管理委員会が審査（変更は認可が必要）
  - ⽇本⼈等の⼊場回数を連続する７⽇間で３回、連続する28⽇間で10回に制限。本⼈・⼊場回数の確認⼿段として、マイナンバーカード及びその公的個⼈認証を義務付け
  - 20歳未満の者、暴⼒団員等、⼊場料等未払者、⼊場回数制限超過者については、カジノ施設への⼊場等を禁⽌。カジノ事業者に対しても、これらの者を⼊場させてはならないことを義務付け
  - このほか、カジノ⾏為の種類及び⽅法・カジノ関連機器等、特定⾦融業務（貸付け等）、業務委託・契約、広告・勧誘、カジノ施設等の秩序維持措置、従業者等について所要の規制を⾏う
- ⼊場料・納付⾦等
  - ⽇本⼈等の⼊場者に対し、⼊場料・認定都道府県等⼊場料として、それぞれ３千円/回（24時間単位）を賦課（第8章）
  - カジノ事業者に対し、国庫納付⾦（①カジノ⾏為粗収益（GGR）の15％及び②カジノ管理委員会経費負担額）、認定都道府県等納付⾦（GGRの15％）の納付を義務付け（第9章）
  - 政府及び認定都道府県等は、納付⾦の額に相当する⾦額を、観光の振興に関する施策、地域経済の振興に関する施策その他の法の⽬的等を達成するための施策並びに社会福祉の増進及び⽂化芸術の振興に関する施策に必要な経費に充てるものとする(第12章）
- カジノ管理委員会（第10章）
  - 内閣府の外局としてカジノ管理委員会を設置。委員⻑及び４名の委員は両議院の同意を得て、内閣総理⼤⾂が任命
  - カジノ事業者等に対する監査、報告の徴収及び⽴⼊検査、公務所等への照会、調査の委託、監督処分等について規定
- 最初の区域整備計画の認定⽇から起算して５年を経過した場合において、この法律の施⾏の状況について検討を加え、必要がある場合に所要の措置。ただし、認定区域整備計画の数については、「７年を経過した場合」とする（附則第4条）。

## 経過

### 国会での審議
2018年（平成30年）4月27日、第196回国会に特定複合観光施設区域整備法案を提出した。6月19日の衆議院本会議にて賛成多数で可決、7月20日の参議院本会議で可決、成立した。

### 成立から施行まで
2018年（平成30年）7月27日に公布され、第3章の規定を除き、「公布の日から起算して3年を超えない範囲内において政令で定める日」（附則1条本文）こととなっており2020年1月10日現在、施行日は未定であるが、一部の規定は、下記のようにすでに施行されている。
- 附則第2条及び附則第3条（準備行為を施行の前にできる規定、最初に任命されるカジノ管理委員会の委員の任期の特例規定）　公布の日
- 第１章（総則）　公布の日から起算して９月を超えない範囲内において政令で定める日（2019年（平成31年）4月1日[6]
- 第11章（カジノ管理委員会の設置規定）等　公布の日から起算して1年6月を超えない範囲内において政令で定める日（2020年（令和2年）1月7日[7]
- 第二章（特定複合観光施設区域の規定）等　公布の日から起算して2年を超えない範囲内において政令で定める日（2020年（令和2年）1月7日[8]

## 構成
- 目次
- 第1章　総則（第1条―第4条）
- 第2章　特定複合観光施設区域
  - 第1節　区域整備計画の認定等（第5条―第14条）
  - 第2節　認定設置運営事業者等の義務等（第15条―第19条）
  - 第3節　設置運営事業等の監査及び会計（第20条―第28条）
  - 第4節　認定設置運営事業者等の監督等（第29条―第34条）
  - 第5節　区域整備計画の認定の取消し（第35条・第36条）
  - 第6節　認定区域整備計画の実施の状況の評価等（第37条・第38条）
- 第3章　カジノ事業及びカジノ事業者
  - 第1節　カジノ事業の免許等
    - 第1款　カジノ事業の免許（第39条―第57条）
    - 第2款　認可主要株主等（第28条―第64条）

  - 第2節　カジノ事業者が行う業務
    - 第1款　総則（第65条―第67条）
    - 第2款　依存の防止のための措置及び入場規制等（第68条―第72条）
    - 第3款　カジノ行為業務（第73条―第75条）
    - 第4款　特定金融業務（第76条―第90条）
    - 第5款　カジノ行為区画内関連業務等（第91条・第92条）
    - 第6款　カジノ事業者が行う業務に係る契約（第93条―第102条）
    - 第7款　犯罪による収益の移転防止のための措置（第103条―第105条）
    - 第8款　カジノ事業に関するその他の措置（第106条―第113条）

  - 第3節　カジノ事業の従業者（第114条―第123条）
- 第4章　カジノ施設供用事業（第124条―第135条）
- 第5章　認可施設土地権利者（第136条―第141条）
- 第6章　カジノ関連機器等製造業等
  - 第1節　カジノ関連機器等製造業等の許可等（第142条―第150条）
  - 第2節　型式検定等（第151条―第157条）
  - 第3節　カジノ関連機器等製造業等の従業者（第158条）
  - 第4節　指定試験機関（第159条―第172条）
- 第7章　カジノ施設への入場等の制限（第173条―第175条）
- 第8章　入場料及び認定都道府県等入場料
  - 第1節　入場料及び認定都道府県等入場料の賦課等（第176条―第182条）
  - 第2節　申告及び徴収（第183条―第191条）
- 第9章　国庫納付金及び認定都道府県等納付金
  - 第1節　国庫納付金及び認定都道府県等納付金の納付等（第192条―第194条）
  - 第2節　申告及び徴収（第195条）
- 第10章　カジノ事業者等の監督（第196条―第212条）
- 第11章　カジノ管理委員会（第213条―第230条）
- 第12章　雑則（第231条―第235条）
- 第13章　罰則（第236条―第251条）
- 附則